# Saraswati Matthieu
Sara Matthieu, née le 21 mai 1981 à Alost, est une femme politique belge. Elle est députée européenne depuis octobre 2020.